# Gulfansjovis
Gulfansjovis (Anchoa mitchilli) är en art i familjen ansjovisfiskar som finns i Västatlanten. 

## Utseende
Gulfansjovis är en långsträckt fisk med en djupt inskuren stjärtfena. Den påminner om sin nära släkting bredrandig ansjovis med sitt silliknande utseende, stora ögon och breda mun, men till skillnad från släktingen är dess silverfärgade sidoband bara vagt markerat. Färgen är även i övrigt vitaktigt silverfärgad med mörkare fläckar på kropp och sidor. Längden kan nå upp till 10 cm.

## Vanor
Arten lever gärna i kustnära vatten med gyttjig botten, ofta i tidvattenszoner med brackvatten. I Florida förekommer den även under vår och sommar i nedre loppet av Ochlockoneefloden. Den kan gå ner till ett djup av 36 m. I djupare vatten är den pelagisk. Den lever främst på hoppkräftor och pungräkor, men tar även gråsuggor, snäckor och småfisk. Leken sker från slutet av april till mitten av juli – början av augusti.

## Utbredning
Arten finns utanför västra Nordamerikas kust från Maine i USA till Florida Keys och vidare västerut via Mexikanska golfen till Yucatánhalvön i Mexiko.

## Ekonomiskt utnyttjande
Ett smärre kommersiellt fiske äger rum; den används också till agn.